# Lactatiekundige
Borstvoeding (leren) geven gaat niet altijd zonder problemen. In de meeste gevallen is begeleiding vanuit de kraamzorg aan de kraamvrouw voldoende. Indien dat niet het geval is of de problemen blijven bestaan, dan kan een lactatiekundige worden ingeschakeld.

## Mogelijke problemen
Lactatiekundigen zijn opgeleid om borstvoedingssituaties te beoordelen en advies te kunnen geven aan de kraamvrouw en eventueel kraamzorg. Een eerste consult van een lactatiekundige duurt ongeveer 1,5 uur.
Een lactatiekundige kan worden ingeschakeld bij:
- voorlichting en advies m.b.t borstvoeding;
- problemen bij het aanleggen van de baby;
- weigeren van de borst;
- pijnklachten;
- terugkerende borstontstekingen;
- mogelijk onvoldoende melkproductie;
- onvoldoende groei van de baby;
- vroeggeboorte en dysmaturiteit;
- ziekte of handicap van moeder;
- ziekte of handicap van de baby en
- opnieuw beginnen met borstvoeding (dit heet relacteren).

Zowel mannen als vrouwen zijn lactatiekundige.

## Vergoeding van een consult
Verschillende zorgverzekeraars vergoeden inmiddels in de aanvullende verzekering het consult van een lactatiekundige. Lang en voldoende borstvoeding geven heeft namelijk een positief effect op zowel de gezondheid van de vrouw als de gezondheid van het kind. 